# Transcription des langues indiennes
Cette page contient des caractères spéciaux ou non latins. S’ils s’affichent mal (▯, ?, etc.), consultez la page d’aide Unicode.
La transcription des langues indiennes transpose, pour chacune des langues du sous-continent indien, les phonèmes de cette langue en graphèmes d'un système d'écriture. Écrire sous la dictée un texte sanskrit en graphie devanagari est une forme élémentaire de transcription. Écrire sous la dictée ce même texte sanskrit en respectant l'orthographe de certaines langues est une transcription qui, parfois rendue difficile par l'existence de phonèmes indiens inconnus dans ces langues, exige certains ajustements. 

## Domaines linguistiques
La transcription d'une langue indienne noue deux domaines linguistiques complémentaires. Elle s'appuie d'une part sur la langue, plus particulièrement sur le système phonétique de la langue à transcrire. Elle utilise d'autre part un système d'écriture qui lui permet de noter, à l'aide de caractères graphiques, chacun des sons propres à la langue qu'elle transcrit. Linguistiquement parlant, elle transpose un système de phones vers un système de graphèmes.
La compréhension de la langue indienne à transcrire est utile mais pas nécessaire. Il est par contre impératif d'exercer l'audition à l'écoute des particularités sonores typiques de la langue à transcrire ; un locuteur natif, indien, aura en ceci plus de chances de réussir qu'un auditeur étranger, à l'oreille déformée par les habitudes d'élocution de sa propre langue.

## Phonétique
La phonétique des langues indiennes inventorie les sons de chaque langue indienne, les phones, abstraction faite des règles qui permettent de les combiner pour constituer des mots, règles propre à la phonologie.
Vers la fin du XIXe siècle, des phonéticiens français et britanniques se réunirent pour former une Association phonétique internationale, dont le sigle est API. Cette association a publié, en 1888, un  alphabet phonétique international, dont le sigle est également API. Cet alphabet est mondialement utilisé pour la transcription phonétique des sons de tout langage parlé. Il permet d'identifier les phones de toutes les langues du monde, en ce compris les langues indiennes. Une dernière révision du système API fut réalisée en 2005.
Plus de vingt quatre siècles auparavant un travail phonétique important fut élaboré par l'Indien Pāṇini (पाणिनि, Pāṇini), grammairien né à Gandhāra (560 - 480 AEC), auteur du traité Ashtadhyayi (अष्टाध्यायी, Aṣṭādhyāyī) qui expose en 3996 soutras (सूत्र, sūtra) toute la richesse phonologique et morphologique du sanskrit.

## Translittération contre transcription
Romaniser  les caractères de l'écriture devanagari est un exercice de translittération qui fait correspondre à chaque caractère indien un caractère de l'alphabet latin, parfois nanti de signes diacritiques pour pallier le nombre de caractères alphabétiques latin inférieur au nombre de caractères alphabétiques indiens.

### Systèmes d'écriture indiens
Le sous-continent indien connait une très grande variété de systèmes d'écriture dont voici quelques exemples :
La première ligne de cette image fait référence à la transcription, et pourtant les noms des différentes écritures illustrées et cette première ligne elle-même présentent en fait des translittérations réalisées selon les normes du International Alphabet of Sanskrit Transliteration, en abrégé IAST, expression traduisible en français par « alphabet international pour la translittération du sanskrit ».
La traduction en français de ce verset contient par contre deux transcriptions, celles des noms propres Shiva et Kalidasa, dotés d'une majuscule selon les règles de l'orthographe française. La translittération de ces deux noms ne les sort pas du domaine de leur langue d'origine, et comme l'écriture devanagari n'utilise aucun caractère majuscule, la translittération de cette écriture n'en invente pas et ces deux mots translittérés deviennent śiva et kālidāsa.
Un dictionnaire de langue française réfère ainsi ces deux noms : « Shiva, l'un des trois grands dieux de l'hindouisme » ; et « Kalidasa, poète indien auteur du drame Shakuntala ». Ces transcriptions s'appuient uniquement sur les ressources de l'alphabet français et, fait remarquable, n'utilisent aucun signe diacritique ; ce mode de transcription s'apparente au lipogramme.
Au contraire, un dictionnaire sanskrit-français présente ces mots sous la forme de leur translittération, forme qui ne les éloigne pas de leur domaine culturel sanskrit : « çiva-, a. bienfaisant, propice ; m.n. euphém. de Rudra, plus tard dieu de la trinité hindoue, dieu destructeur » ; et « kālidāsa-, m. n. d'un célèbre poète ». Il convient de noter que [ç] et [ś] sont deux caractères équivalents de translittération de la consonne fricative palatale sourde श dont le symbole dans l’alphabet phonétique international est [ç].

## Transcription
Les paragraphes précédents passent en revue, de manière non systématique, diverses particularités de la transcription francophone de la devanagari. Elles paraissent incohérentes pour un esprit peu averti et pourtant, loin de s'opposer mutuellement, ces modes de transcription s'enrichissent de nuances progressives qui s'adaptent aux besoins spécifiques du lecteur d'un ouvrage qui les contient.
Le dictionnaire publié en 1900 sous la direction de Claude Augé mentionne les termes « transcrire » et « transcription », mais à cette date le terme « translittération », qui n'était pas encore d'usage courant, ne figure pas dans son ouvrage encyclopédique. La transcription y est définie comme « action de transcrire » et une phrase est donnée en exemple : « faire la transcription au net d'un manuscrit, d'un air de musique ». Transcrire est défini plus loin comme « reproduire par l'écriture ». La transcription est donc conçue, dès la fin du XIXe siècle, comme le passage de sons d'un système phonologique ou musical aux caractères d'un système graphique permettant l'écriture d'une langue orale ou la notation musicale d'un chant. 
En 2010 Jacques Poitou décrit ainsi le processus de la transcription : « on part de la forme phonique de la langue-source et on établit un système de correspondances entre les phonèmes de la langue-source et les graphèmes de la langue d'accueil ».
La transcription respecte généralement les règles orthographiques de la langue réceptrice, un mot sera donc transcrit différemment en anglais ou en français. Le transcripteur francophone compétent veille à ne pas mélanger les règles d'orthographe propres à chacune de ces langues structurellement différentes. Les langues cibles ou langues d'accueil étant fort nombreuses, chacune utilisera son système orthographique pour transcrire l'oralité de la langue-source. Parmi les langues-cible, il convient de distinguer les langues orientales de l'Inde et les langues occidentales dont le français.

### Transcriptions orientales
Le hindi et l'ourdou sont deux langues contemporaines dérivées de l'hindoustani. La première se transcrit, comme le sanskrit, à l'aide des caractères de l'alphabet devanagari ; la seconde se transcrit à l'aide des caractères nasta`līq de tradition arabe.

### Transcriptions occidentales
La difficulté d'imprimer les caractères devanagari en Occident imposa aux érudits européens l'usage de diverses transcriptions utilisant les particularités de leurs langues d'origine. Au XIXe siècle fleurirent des transcriptions allemandes, anglaises, françaises. La traduction française du Rigveda par Alexandre Langlois (1788 - 1854), rééditée en 1872, offre un exemple pertinent de cette diversité dont voici un exemple : « Il y a dix mandàlas partagés en anouvâcas. Chaque anouvâca contient un certain nombre d'hymnes ou soûktas ». Ces transcriptions sont celles de mots sanskrits dont la translittération est : maṇḍala- (l'accent grave notant un accent védique), anuvāka- nom masculin construit sur le thème anuvāka-, sūkta- nom neutre francisé par l'ajout d'un s pour former le pluriel.
Les phonèmes inconnus de la langue française, comme les consonnes rétroflexes du thème maṇḍala-, s'assimilent à des sons francophones familiers, comme les dentales dans la transcription du nom mandala.

#### Transcriptions francophones
À côté du système pointu de translittération de graphèmes indiens en graphèmes latins modifiés par des signes diacritiques, qui intéressent fortement les linguistes, de nombreux ouvrages en français relatifs à la culture indienne utilisent une transcription des phonèmes indiens qui suit les règles de l'orthographe française. Il en est ainsi du mot gourou devenu un mot authentiquement français, dont l'étymologie se réfère au mot sanskrit गुरु passé tel quel à l'hindi, et translittéré guru en suivant le système de l'IAST.
La totalité des ouvrages francophones qui insèrent dans le corps de leur texte des citations de mots sanskrits utilisent des méthodes de transcription qu'il est possible de classer, des plus simples aux plus complexes.
La forme de transcription la plus simple, mais aussi la moins précise par rapport à la complexité phonologique de la langue sanskrite, s'assimile au lipogramme, qui n'utilise que les caractères alphabétiques utilisés en français, à l'exclusion de tout  signe diacritique. Le mot Bhagavad-Gita est repris sous cette forme dans le dictionnaire Larousse édité en 2006 comme aussi le terme Mahabharata qui nomme l'épopée qui contient la Bhagavad-Gita.
Une forme de transcription plus large incorpore tous les accents et le tréma qu'utilise la langue française, ce qui permet, par exemple, de discriminer les voyelles longues et brèves constitutives des mots sanskrits, comme dans l'orthographe Bhagavad Gîtâ évoquée plus haut. Il est aussi à remarquer que la transcription des mots composés qui abondent dans la langue sanskrite sont souvent préalablement analysés en leurs constituants, reliés par un tiret ou franchement séparés ; ainsi le mot composé féminin dont le thème est translittéré bhagavadgītā- devient progressivement Bhagavad-Gita puis Bhagavad Gîtâ.
Une forme de transcription plus précise utilise l'alphabet IAST de la translittération, permettant d'approcher de plus près la richesse phonologique du texte sanskrit authentique. La version française du livre de Bhaktivedanta Swami Prabhupada Bhagavad-gītā As It Is abonde en formes semblables à cet extrait : Srī Mādhavendra Purī, grand bhakta et ācārya dans la lignée Vaiṣṇava. Cette dernière méthode note par un caractère majuscule l'initiale des noms propres, et décompose les mots-composés à l'aide de tirets. Les noms propres et les termes sanskrits largement diffusés en francophonie sont typographiés en caractères romans, les termes encore fort intégrés au monde indien sont typographiés comme tous les mots étrangers, en caractères italiques.

### Grammaires
- Alix Desgranges, Grammaire sanscrite-française, Vol. 1-2, A l'Imprimerie Royale, Paris, 1845, 1847
- Louis Renou, Grammaire sanskrite, Paris 1935
- Louis Renou, Grammaire védique, Paris 1952
- Louis Renou, Grammaire sanskrite élémentaire, 109 pages, Librairie d'Amérique et d'Orient, Adrien Maisonneuve, J.Maisonneuve, succ., Paris 1978.
- Louis Renou, Grammaire sanscrite (3e édition), J.Maisonneuve, Paris, 1996  (ISBN 2-7200-0941-5)
- Jan Gonda, professeur à l'université d'Utrecht, Manuel de Grammaire élémentaire de la langue Sanskrite. Traduit de la quatrième édition en langue allemande par Rosane Rocher. E.J. Brill, Leiden et Adrien Maisonneuve, Paris 1966.
- Jean Varenne, professeur à l'université de Provence, Grammaire du sanskrit 128 pages, Presses Universitaires de France, coll. « Que sais-je ? » no 1416, Paris 1971  (ISBN 9782130358947)
- Saverio Sani, Grammatica sanscrita, Giardini, Pisa, 1991.
- Sylvain Brocquet, Grammaire élémentaire et pratique du sanskrit classique, avec exercices corrigés et textes, Bruxelles, Safran (éditions), coll. « Langues et cultures anciennes », 2010, 544 p. (ISBN 978-2-87457-020-9)

### Lexiques
- Gérard Huet, Dictionnaire Héritage du Sanscrit: pdf.version 3.20 téléchargeable (996 pages): ; dictionnaire en ligne: . Consulté le 17 janvier 2020.
- (en) R.S.McGregor, Oxford Hindi-English Dictionary, 1083 pages, Oxford University Press, Delhi, 1993 (réimpression 2002)  (ISBN 0-19-864339-X)
 Cet ouvrage contient de nombreux mots sanskrits en devanâgarî et translittération genevoise.
- Monier Monier-Williams, A sanskrit-english Dictionary, Oxford, 1899 (mis en ligne par l'Université de Cologne sous le titre Monier-Williams Sanskrit-English Dictionary - Révision 2008).
- N. Stchoupak, L. Nitti et Louis Renou, Dictionnaire sanskrit-français, 897 pages, Librairie d'Amérique et d'Orient, Jean Maisonneuve Successeur, Paris 1932, réédition 1987 (réimpression, 2008)  (ISBN 2-7200-1049-9)